# Notodelphys cryptopyge
Notodelphys cryptopyge är en kräftdjursart som beskrevs av Bocquet och Jan Hendrik Stock 1960. Notodelphys cryptopyge ingår i släktet Notodelphys och familjen Notodelphyidae. Inga underarter finns listade i Catalogue of Life.